# Simon Jensen
Simon Jensen (* 1988 in Henstedt-Ulzburg) ist ein deutsch-schwedischer Schauspieler.

## Leben
Simon Jensen wurde als Sohn deutsch-schwedischer Eltern in Schleswig-Holstein geboren. Sein Schauspielstudium, das er mit Diplom abschloss, absolvierte er von 2008 bis 2012 an der Hochschule für Musik und Theater Hannover. Während seines Studiums gastierte er neben Produktionen des Studiotheaters Hannover bereits am Thalia Theater in Hamburg (2008), am Theater Bremen (2010, als Giselher/Gernot in Die Nibelungen) und am Staatstheater Kassel (2011, als Prinz in Die kleine Meerjungfrau). 2012 gehörte er an der Volksbühne Berlin zur Uraufführungsbesetzung von Herbert Fritschs Murmel Murmel-Inszenierung.
In der Spielzeit 2012/13 gehörte er zum Ensemble des Volkstheaters Rostock, wo er u. a. den Hamlet und den Maik in einer Bühnenfassung von Wolfgang Herrndorfs Tschick spielte. Ab der Spielzeit 2013/14 war er für zwei Spielzeiten festes Ensemblemitglied am Staatstheater Schwerin. Dort spielte er u. a. im Sommer 2014 den Romeo in einer Romeo und Julia-Freilichtaufführung im Schweriner Domhof. Außerdem übernahm er den Brad Majors in der Musical-Produktion The Rocky Horror Show.
2016 gastierte er am Opernhaus Zürich als Guillamar in der Oper King Arthur von Henry Purcell.
Ab der Spielzeit 2016/17 war Jensen bis Sommer 2019 fest am Wiener Burgtheater engagiert, wo er u. a. als Diener Dromio in Die Komödie der Irrungen (2017, Regie: Herbert Fritsch), als Philipp in der von Angelika Hager bearbeiteten und von Peter Wittenberg inszenierten Bühnenfassung von Willkommen bei den Hartmanns (Premiere: November 2017 am Wiener Akademietheater), als Enkel Schoscho in der Uraufführung des ersten abendfüllenden Theaterstücks Der Rüssel (Premiere: April 2018) des Grazer Schriftstellers Wolfgang Bauer und als junger Homosexueller Julien in der Adaptation des Mephisto-Romans von Klaus Mann (Premiere: September 2018, Regie: Bastian Kraft) auf der Bühne stand.
2017 wurde er in der Kategorie „Bester Nachwuchs männlich“ für den Nestroy-Theaterpreis für seine Darstellung mehrerer Rollen in Die Komödie der Irrungen von William Shakespeare am Wiener Burgtheater nominiert.
In der Spielzeit 2018/19 war Jensen am Schauspielhaus Bochum in Murmel Murmel von Herbert Fritsch zu sehen.
Jensen stand auch für einige TV-Produktionen vor der Kamera. Seinen Durchbruch als Filmdarsteller hatte er an der Seite von Ulrich Tukur in dem Fernsehfilm Herr Lenz reist in den Frühling, der seine Uraufführung im Oktober 2015 auf dem Hamburg Film Festival hatte. Jensen verkörperte darin Tukurs Sohn Linus, der seinen Vater für einen „homophoben Spießer“ hält. In dem Fernsehfilm Viel zu nah (2017) spielte Jensen neben Corinna Harfouch den Sohn einer Kommissarin, die mit allen Mitteln um ihren Sohn kämpft. In der 6. Staffel der ZDF-Serie Bettys Diagnose (2019) übernahm Jensen, mit Ivo Kortlang als Partner, eine der Episodenhauptrollen als junger Mann, dem wegen seiner Unordentlichkeit der Rausschmiss aus der gemeinsamen WG droht. In dem Märchenfilm Der starke Hans (2020) aus der ARD-Filmreihe Sechs auf einen Streich verkörperte Jensen den „Lackaffen“ und Bösewicht Herzog Egbert zu Obertal.
Simon Jensen, der im schwedischen Åmsele nebenbei ein Café betreibt, lebt in Hamburg.

## Filmografie (Auswahl)
- 2015: Herr Lenz reist in den Frühling (Fernsehfilm)
- 2017: Viel zu nah (Fernsehfilm)
- 2019: Bettys Diagnose: Liebesbeweise (Fernsehserie, eine Folge)
- 2019: Matze, Kebab und Sauerkraut (Fernsehfilm)
- 2020: Das Damengambit: Openings (Fernsehserie, eine Folge)
- 2020: Der starke Hans (Märchenfilm der ARD-Reihe Sechs auf einen Streich)